# Vasile Dîba
Vasile Dîba   (Jurilovca, 24 de juliol de 1954 - Bucarest, febrer 2024) va ser un piragüista romanès, ja retirat, que va competir durant les dècades del 1970 i 1980.
El 1976 va prendre part en els Jocs Olímpics d'Estiu de Mont-real, on va disputar dues proves del programa de piragüisme. Guanyà la medalla d'or en la prova del K-1 500 metres i la de bronze en el K-1 1.000 metres. Quatre anys més tard, als Jocs de Moscou, tornà a disputar dues proves del programa de piragüisme. Formant equip amb Mihai Zafiu, Nicuşor Eşanu i Ion Geantă guanyà la medalla de plata en el K-4 1.000, mentre en el K-1 500 metres guanyà la medalla de bronze. El 1984, a Los Angeles, disputà els seus tercers i darrers Jocs Olímpics. Fou quart en el K-1 500 metres i setè en el K-1 1.000 metres.
En el seu palmarès també destaquen set medalles al Campionat del Món en aigües tranquil·les, cinc d'or i dues de plata, entre les edicions de 1974 i 1978.